# David R. Ross
David Robertson Ross (Giffnock, 28 de fevereiro de 1958 – East Kilbride, 2 de janeiro de 2010) foi um escritor e historiador escocês.
Ele publicou oito livros, a maioria deles misturando elementos da história escocesa e literatura de viagem.
Ele foi por muitos anos, até sua morte, o convocador eleito da The Society of William Wallace, uma associação que visa comemorar a vida e a personalidade de William Wallace.
No 700º aniversário da captura de Wallace e subsequente execução, ele empreendeu uma caminhada de 450 milhas em homenagem a Wallace.
Ele era um forte defensor da independência escocesa.

## Livros
Em meados da década de 1990, durante uma palestra na Universidade de Glasgow que Ross estava participando, a Dra. Elspeth King mencionou que um livro listando todos os locais na Escócia relacionados à vida de William Wallace nunca havia sido publicado; isso inspirou Ross a escrever On the Trail of William Wallace, que foi publicado em 1999.
Foi seguido por On the Trail of Robert the Bruce, escrito com o mesmo estilo - uma lista de todos os sites relacionados à vida do homem que se tornou o rei Roberto I da Escócia, visitado por Ross em sua motocicleta.
O terceiro livro da série "na trilha de" foi On the Trail of Bonnie Prince Charlie, publicado em 2001.
O quarto e último livro da série foi On the Trail of Scotland's History, publicado em 2008.
Fora da série "na trilha de" - mas ainda ligada à história e aos lugares escoceses - Ross publicou A Passion for Scotland em 2003, uma história genérica (mas profundamente sentida) do país; Desire Lines: A Journey Around Scotland and Through Her History (2004), em que Ross guia o leitor "fora do caminho batido" e para os cantos menos conhecidos da Escócia; For Freedom: The Last Days of William Wallace (2007)  em que ele narra a última semana na vida do herói, desde sua captura até sua execução, e as repercussões desses acontecimentos na história, e James the Good: The Black Douglas, dedicado à história do herói e soldado escocês, em 2008.
No momento de sua morte, Ross estava trabalhando em um livro sobre o papel das mulheres na história da Escócia, que pode ser concluído por sua filha Kimberley. 

## Morte
David R. Ross morreu em 2 de janeiro de 2010 em sua casa em East Kilbride devido a um ataque cardíaco.